# Andriejewskaja (rejon charowski)
Andriejewskaja (ros. Андреевская) – wieś w Rosji, w rejonie charowskim obwodu wołogodzkiego. W 2021 r. liczyła 1 mieszkańca.